# Маркевич, Иван Викентьевич
Ива́н Вике́нтьевич Маркевич (род. 12 августа 1943, Генерал-губернаторство) — советский футболист, игравший на позиции защитника.

## Карьера
Играл за клуб «Колгоспник» (ныне «Верес») из Ровно. В 1963 году защитник перешёл в киевское «Динамо». Маркевич сыграл только в одном матче за клуб. Дебютировал 13 июля на выезде против московского «Торпедо» и отметился удалением на 60-й минуте матча. Встреча завершилась крупным поражением «Динамо» со счётом 1:7. Также Иван сыграл 6 матчей за дублирующий состав этого клуба.

## Личная жизнь
Жил в Ровно на Парковой улице.